# David Wilfred Abse
David Wilfred Abse (Cardiff, 15 de marzo de 1915-4 de noviembre de 2005), fue un psiquiatra galés. 
Nació en Cardiff, hermano del poeta Dannie Abse (1923) y el político Leo Abse (1917-2008). Durante la Segunda Guerra Mundial prestó sus servicios en el Cuerpo Médico del Ejército Real Británico en cuyo cargo participó, en 1941, en el interrogatorio del líder nazi Rudolf Hess, que había sido capturado en Escocia durante una fallida misión de paz. Posteriormente emigró a Estados Unidos para ocupar el puesto de profesor de psiquiatría en la Universidad de Carolina del Norte en Chapel Hill. También pasó gran parte de su carrera en Charlottesville, Virginia, donde fue profesor de psiquiatría en la Universidad de Virginia entre 1962 y 1980. Abse fue conocido por su trabajo en terapia de grupo e histeria. Hizo colaboraciones en el Journal of Nervous and Mental Disease
El trabajo de Abse en análisis de grupo estuvo influenciado por Siegmund Heinrich Fuchs (S. H. Foulkes), con quien coincidió en Londres. Abse escribió que en la psicoterapia grupoanalítica, la lucha de defensa inconsciente de cada paciente se manifiesta, produciendo una regresión inconsciente. Se despiertan sentimientos acerca de figuras de la infancia y, a través de la transferencia, se proyectan en el líder (o conductor) del grupo. Los sentimientos infantiles de celos y rivalidad llevan a los participantes a preocuparse por qué miembros del grupo prefiere el líder del grupo.